# Opamata grudniowa
Opamata grudniowa är en insektsart som beskrevs av Irena Dworakowska 1982. Opamata grudniowa ingår i släktet Opamata och familjen dvärgstritar.
Artens utbredningsområde är Thailand. Inga underarter finns listade i Catalogue of Life.